# Pettersson & Bendels nya affärer (film)
Pettersson & Bendels nya affärer är en svensk film från 1945 i regi av Erik Bergstrand (hans enda regiuppdrag). I rollerna ses bland andra Thor Modéen, Arne Lindblad och John Botvid.

## Handling
Efter en tid utomlands återvänder Bendel till Sverige och söker upp sin forne vän och affärskumpan Pettersson. Duon genomför några bedrägerier.

## Om filmen
Filmens förlaga var romanen Pettersson & Bendels nya affärer (1944) av Waldemar Hammenhög. Filmens manus skrevs av Weyler Hildebrand och Torsten Lundqvist. Musiken komponerades av Gunnar Johansson, fotograf var Elner Åkesson och klippare Tage Holmberg. Inspelningen ägde rum från november till december 1944 i Filmoateljén i Stockholm. 
Premiären hölls den 26 februari 1945 på biograferna Aveny i Örebro och Saga i Linköping. Stockholmspremiären ägde rum den 23 april på biograferna Roxy och Astoria. Filmen var barntillåten.

## Rollista
- Thor Modéen – Karl-Johan Pettersson
- Arne Lindblad – Josef Bendel
- John Botvid – Rakblads-Nisse
- Marianne Löfgren – fru Agnes Torstensson
- Hjördis Petterson	– fröken Svensson
- Rune Halvarsson – Ture Rundström
- Artur Rolén – Österberg
- Britta Brunius – fru Ingegärd Pettersson
- Linnéa Hillberg – generalhustrun Nordingberg
- Kate Thalén – Pia Castoldi
- Arthur Fischer – Castoldi, Pias far
- Birgit Johannesson – Asta Nilsson
- Per-Arne Qvarsebo	– Calle
- Gösta Gustafson – president Plym
- Anna-Greta Krigström – primadonnan Snoppan Svensson
- David Erikson – Malmberg
- Nils Dahlgren – bankir Servert
- Sigge Fürst – Söderström, regissör
- Gösta Bodin – Johansson, författare
- John Elfström – Persson
- Axel Janse – amanuens
- Paul Rosén – brevbärare

## DVD
Filmen gavs ut på DVD 2014 tillsammans med föregångaren Pettersson & Bendel.

### Fotnoter
1. 1 2 3  ”Pettersson & Bendels nya affärer”. Svensk Filmdatabas. http://www.sfi.se/sv/svensk-filmdatabas/Item/?itemid=4101&type=MOVIE&iv=Basic&ref=/templates/SwedishFilmSearchResult.aspx?id%3d1225%26epslanguage%3dsv%26searchword%3dPettersson+%26+Bendels+nya+aff%C3%A4rer%26type%3dMovieTitle%26match%3dBegin%26page%3d1%26prom%3dFalse. Läst 13 mars 2013.